# Liste der Kulturgüter in Ronco sopra Ascona
Die Liste der Kulturgüter in Ronco sopra Ascona enthält alle Objekte in der Gemeinde Ronco sopra Ascona im Kanton Tessin, die gemäss der Haager Konvention zum Schutz von Kulturgut bei bewaffneten Konflikten, dem Bundesgesetz vom 20. Juni 2014 über den Schutz der Kulturgüter bei bewaffneten Konflikten sowie der Verordnung vom 29. Oktober 2014 über den Schutz der Kulturgüter bei bewaffneten Konflikten unter Schutz stehen.
Objekte der Kategorie A sind im Gemeindegebiet nicht ausgewiesen, Objekte der Kategorie B sind vollständig in der Liste enthalten, Objekte der Kategorie C fehlen zurzeit (Stand: 1. Januar 2023).

## Kulturgüter
| Foto |                                                                  | Objekt                                                                     | Kat. | Typ | Standort                       | Beschreibung |
| ---- | ---------------------------------------------------------------- | -------------------------------------------------------------------------- | ---- | --- | ------------------------------ | ------------ |
| ja   | Datei hochladen · Wikidata zu Pfarrkirche San Martino (Q3671131) | Pfarrkirche San Martino / Chiesa parrochiale di San Martino KGS-Nr.: 05707 | B    | G   | Via Ronco 699585 / 111046      |              |
| ja   | Datei hochladen · Wikidata zu Haus Ciseri (Q29884729)            | Casa Ciseri KGS-Nr.: 12010                                                 | B    | G   | Vicolo Caraa 1 699544 / 111052 |              |